# Ганна Баклінг
Ганна Баклінг (англ. Hannah Buckling, 3 червня 1992) — австралійська ватерполістка.
Учасниця Олімпійських Ігор 2012, 2016 років.
Призерка Чемпіонату світу з водних видів спорту 2013, 2019 років.